# John Addington Symonds
Pour les articles homonymes, voir Addington et Symonds.
John Addington Symonds  (Bristol, 5 octobre 1840 - Rome, 19 avril 1893) est un poète et critique littéraire anglais. Historien de l'art, il est connu pour ses travaux sur la Renaissance, ainsi que pour ses nombreuses biographies d'écrivains et d'artistes tels que Michel-Ange et Walt Whitman. Il est le premier écrivain important en Grande-Bretagne à traiter de l’homosexualité. Bien que marié et père d'enfants, il soutenait l'amour masculin, qui, selon lui, pouvait inclure des relations pédérastiques aussi bien que gay. Il a écrit de nombreux poèmes inspirés par ses aventures homosexuelles et est l'un des premiers avocats de la cause homosexuelle qu'il appelait « l'amour de l'impossible ».
Entre 1889 et 1891, il écrit une autobiographie, Memoirs, publiée à titre posthume, qui représente une source historique primaire, le récit le plus détaillé du désir homosexuel, de la vie érotique et des sentiments pour les autres hommes, par un auteur de l'époque victorienne.

## Biographie

### Jeunesse
John Addington Symonds nait à Bristol, en Angleterre, en 1840, fils d'Harriet Sykes (1808/9-1844) et de John Symonds (1807-1871), riche physicien et médecin issu d'une famille liée à cette profession depuis plus de cinq générations. Son père est l'auteur de Criminal Responsibility (La responsabilité pénale, 1869), The Principles of Beauty (Des Principes de beauté, 1857) et Sleep and Dreams (Sommeil et rêves, 1869),. À l'âge de quatre ans, à la suite du décès de sa mère de la scarlatine, le petit John grandit avec ses trois sœurs, sous la garde de sa tante maternelle, mais surtout sous l'influence de son père, qui lui transmet son amour pour l'art de la Grèce antique et italien,.

### Formation

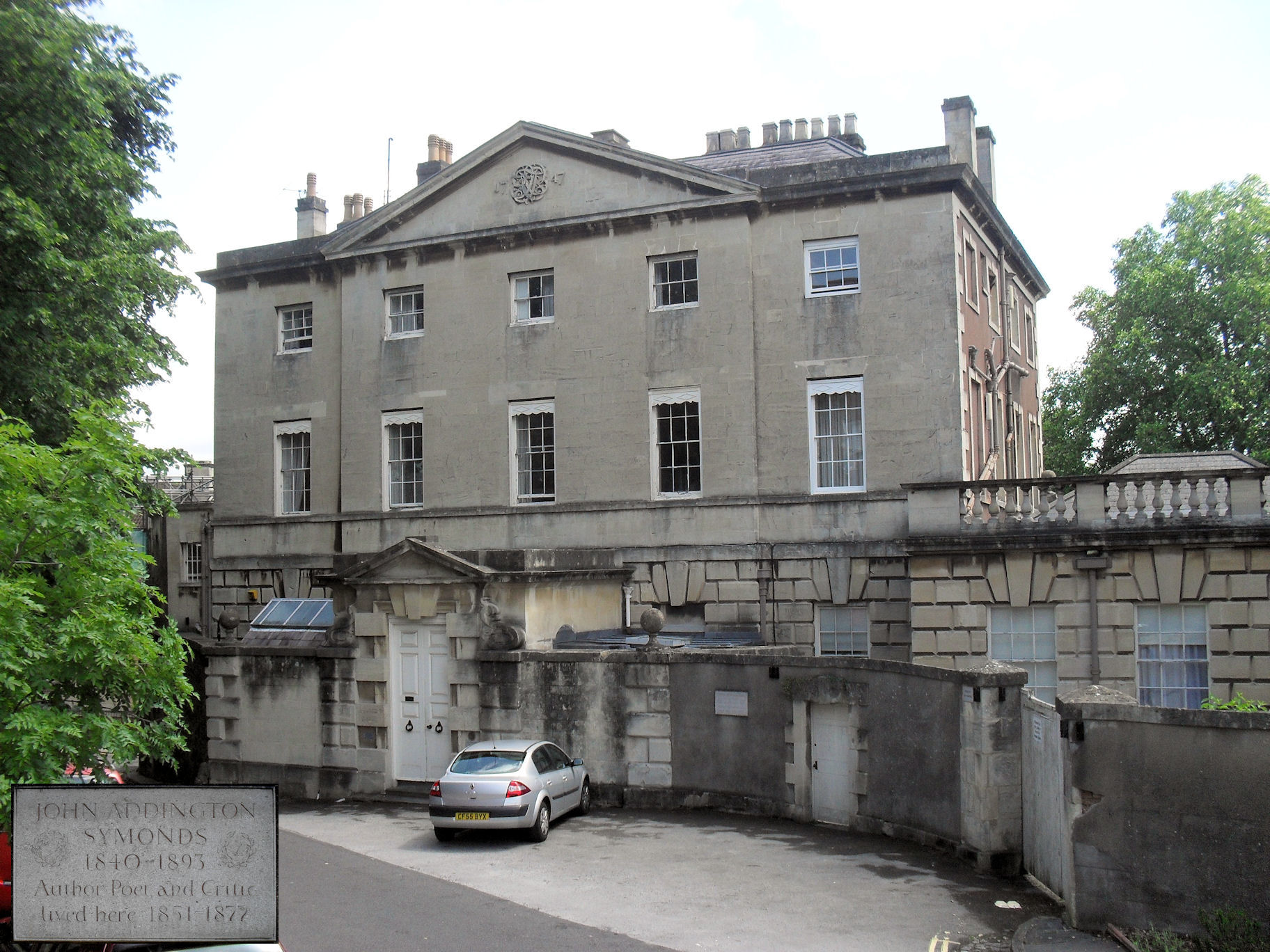
Clifton Hill House, Clifton, Bristol.

En 1851, les Symond changent de résidence et quittent Berkeley Square pour la somptueuse Clifton Hill House, lieu de rencontre de personnages illustres, d'hommes politiques et d'artistes : pour John, onze ans, cela représente le passage de l'enfance à l'adolescence ; selon lui, cela a un impact important et bénéfique sur sa santé et son développement spirituel. Son état délicat toutefois persiste : il souffre de cauchemars dans lesquels des cadavres dans et sous son lit provoquent des crises de somnambulisme ; à une de ces occasions, il manque de se noyer lorsque, somnambule dans le grenier de Clifton Hill House, il atteint une citerne d'eau de pluie. Selon Symonds, un ange aux « yeux bleus et aux cheveux blonds ondulés » l'a réveillé et l'a mis en sécurité ; ce personnage fréquente ses rêves et constitue potentiellement son premier éveil à l'homosexualité.
Il est initié très jeune à l'étude du latin grâce aux enseignements de son grand-père, et commence à prendre des cours dès l'âge de huit ans auprès d'un précepteur de Clifton, le révérend William Knight.

#### Harrow School (1854-1858)

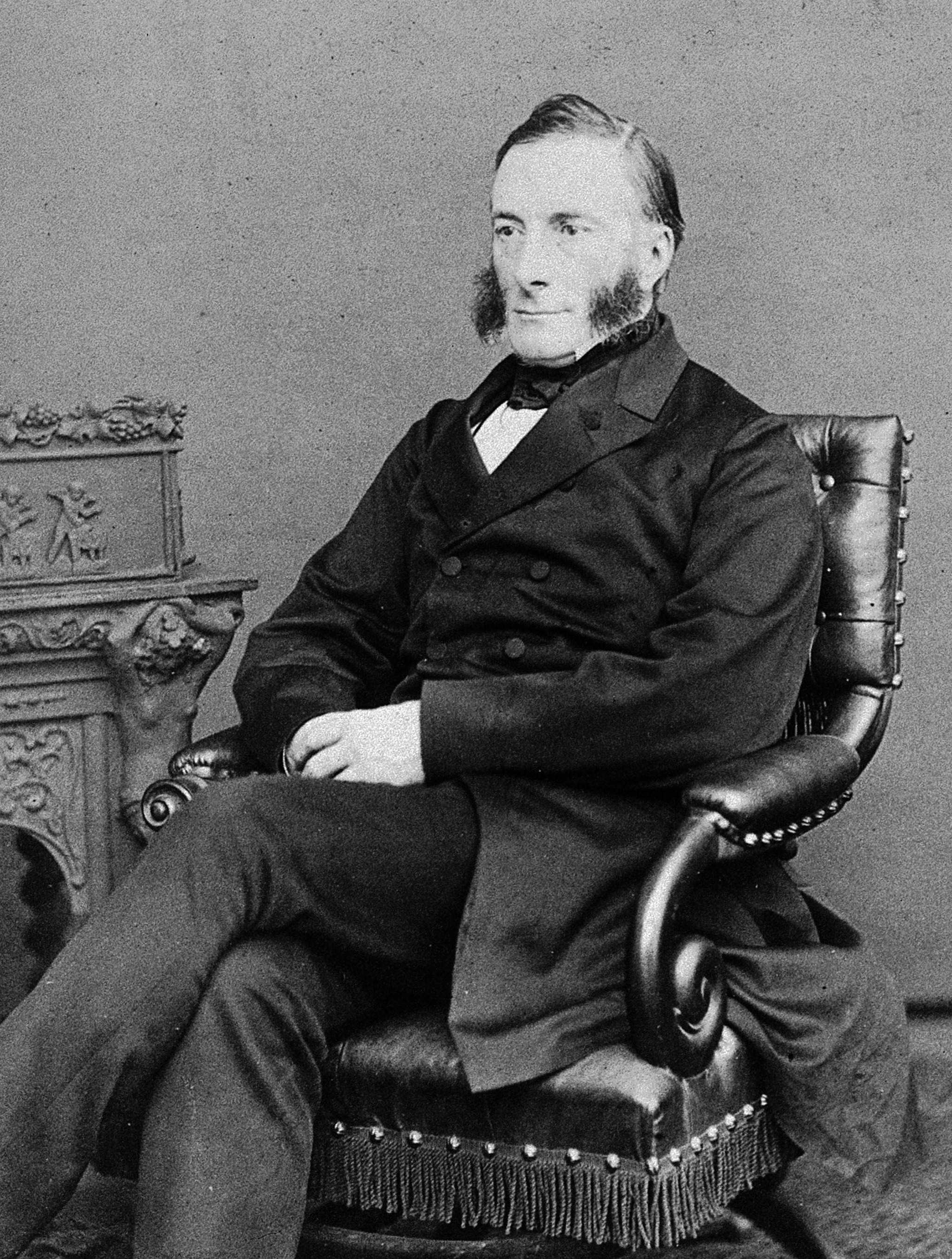
John Addington Symonds père en 1867.

En 1854, à l'âge de treize ans, John est inscrit à l'Harrow School, où il reste quatre ans, durant lesquels il ne brille pas particulièrement, ni par ses résultats scolaires ni par les liens de camaraderie établis avec les autres élèves ; il s'est dit horrifié par « l'état moral » de l'école, où prévalent des formes généralisées d'intimidation sexuelle, de brutalité, de relations homoérotiques purgées de tout sentiment et basées sur la brutalité. Considéré comme « délicat », il n'y participe pas aux compétitions et jeux après ses 14 ans.
Tiraillé entre dégoût et attirance, entre « un moi interne et réel et un moi externe et artificiel », Symonds avoue dans ses Memoirs que depuis son enfance il éprouve un désir érotique pour les personnes du même sexe et qu'il l'a vécu avec inquiétude, sans pouvoir le calmer.
En janvier 1858, au cours de la dernière année de son séjour à Harrow, l'ambivalence avec laquelle il regarde les relations homosexuelles entretenues par ses amis de collège, qu'il attribue à une phase d'« immaturité juvénile », connait un nouveau développement, à la suite d'un fait dont il a connaissance quand il reçoit une lettre de son ami Alfred Pretor (1840-1908) racontant sa liaison avec leur directeur, Charles John Vaughan, un ecclésiastique « chargé du bien-être de six cents jeunes hommes ». Symonds est choqué et dégoûté, des sentiments compliqués par sa conscience croissante de sa propre homosexualité. Il ne mentionne pas l'incident pendant plus d'un an jusqu'à ce qu'en 1859, alors qu'il est étudiant à l'université d'Oxford, il raconte l'histoire à John Conington, son professeur de latin. Conington approuve les relations amoureuses entre hommes et garçons. Auparavant, il a offert à Symonds un exemplaire de Ionica, un recueil de vers homoérotiques de William Johnson Cory (en), l'influent maître du collège d'Eton défenseur de la pédagogie pédérastique. Conington l'encourage à parler à son père de la liaison de son ami. Ce dernier aurait forcé Vaughan à démissionner de son poste de directeur, entravant sa carrière ultérieure tant qu'il restait en vie. Symonds rejette l'accusation de déloyauté portée par son ami et se justifie en affirmant que l'affaire était devenue incontrôlable. Alfred Pretor, irrité par le rôle du jeune homme, ne lui a plus jamais parlé.
Quelques mois après avoir appris la liaison d'Alfred Praetor avec le directeur de l'école, il se plonge dans l'étude des classiques grecs et de Platon. La lecture du Phèdre lui ouvre un nouvel horizon, décisif pour son avenir, lui faisant découvrir comment les anciens Grecs reconnaissaient, sans le bannir, le désir dirigé vers les personnes du même sexe : « Ici, dans le Phèdre et dans le Banquet — dans le mythe de l'Âme et dans les discours de Pausanias, Agathon et Diotime — j'ai enfin découvert le véritable liber amoris, la révélation que j'attendais, la consécration d'un idéalisme longtemps cultivé. [...] Pour la première fois, j'ai vu la possibilité de résoudre les dissonances de mes instincts innés dans une harmonie pratique. J'ai perçu que l'amour masculin avait sa vertu aussi bien que son vice, et à cet égard il était au même titre que l'appétit sexuel normal. »
Il reprendra ensuite dans ses études ultérieures ces prémisses, en les approfondissant du point de vue de l'analyse historique et médico-psychologique, comme dans le septième chapitre de A Problem in Modern Ethics (1891) et dans Sexual Inversion (1897), sur l'écriture duquel il a collaboré avec Havelock Ellis.
Après avoir terminé ses études et être revenu à Clifton en mars 1858, Symonds tombe amoureux pour la première fois d'un garçon, un jeune choriste de trois ans sont cadet, William Fear Dyer (1843-1905), aperçu lors d'une messe dans la cathédrale de la Sainte-et-Indivisible-Trinité de Bristol, qui le frappe particulièrement par la beauté de sa voix : « L’étroite impasse dans laquelle j’étais tombé à Harrow, et dont il n’y avait aucune issue, semblait maintenant s’étendre dans les espaces infinis de l’expérience libre et libérale. » Il élève le matin où il le rencontre, après lui avoir donné un premier rendez-vous, à la date de naissance « de mon vrai moi ».
Il entame une histoire d'amour chaste avec Dyer qui dure environ un an, et qui se termine à la demande de son père, avec qui, après cette intervention, sa relation devient de plus en plus étroite : « Je suis devenu un ami intime de mon père.  Aucun voile n’est resté entre nous. Il a compris mon caractère ; j'ai ressenti sa sympathie et je me suis appuyé sur sa sagesse. Nous avons uni nos cœurs, non seulement en tant que fils et parent, mais aussi en tant qu'hommes de tempéraments et d'âges différents aspirant à une vie supérieure en commun. »
Son amitié avec Dyer se poursuit pendant plusieurs années, au moins jusqu'en 1864. Dyer devient organiste et chef de chœur de l'église Saint-Nicolas de Bristol.

#### Balliol College et Magdalen (1858-1863)
À l'automne 1858, il entre au Balliol College de l'université d'Oxford en tant que commoner (roturier), mais obtient une exhibition (une forme de bourse d'études) l'année suivante. Il y reste jusqu'en juin 1859. Il y rencontre les hellénistes John Conington et Benjamin Jowett ; il noue une amitié avec ce dernier, son professeur, qui durera toute sa vie. Très occupé par ses études, il commence à dévoiler ses capacités littéraires. En 1860, il remporte le premier prix du concours Mods de l'université et reçoit la même année le prix Newdigate pour le poème L' Escurial,.

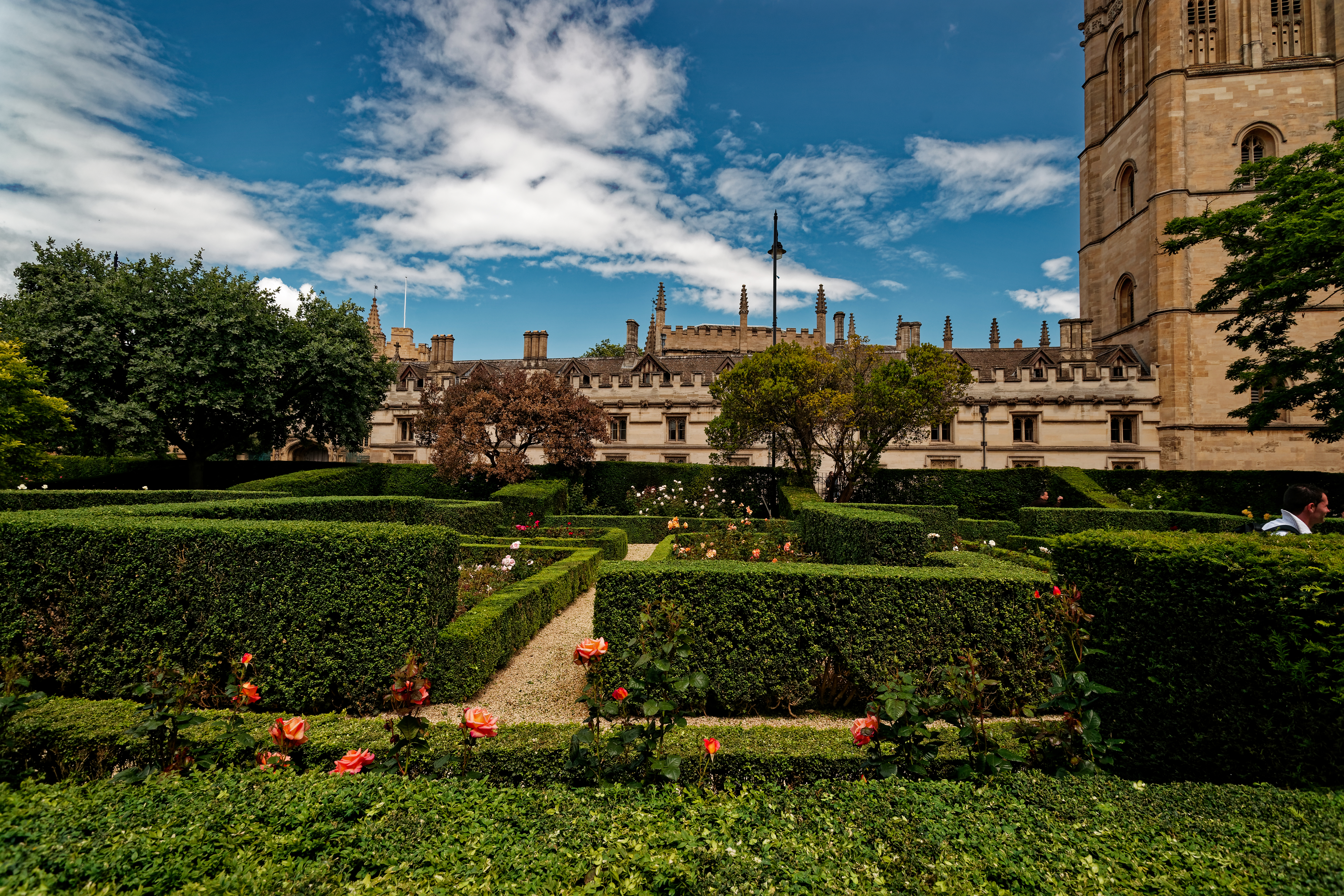
Magdalen College, Oxford.

En 1862, il entre comme fellow au Magdalen College (Oxford), où il obtient une bourse ouverte, et est premier en Literae Humaniores. En 1863, il remporte le Chancellor's English Essay avec l'essai The Renaissance qui anticipe le travail qui l'engagera et le rendra célèbre dans les années suivantes. Durant cette période, il tombe amoureux d'un autre choriste, Alfred Brooke, qui suscite une passion différente de celle éprouvée avec Dyer, « plus intense, déraisonnable, touchante, à la fois plus sensuelle et plus idéale ». En raison de son indécision, du conflit entre le désir qu'il ressent et « l'idéal de pureté de conduite », le respect pour son père et la peur de « l'opinion du monde », cette histoire n'a pas non plus de développement ni de suite.
En novembre 1862, il est impliqué dans une autre histoire qui le marquera particulièrement : un étudiant avec qui il s'est  d'amitié et a pris comme élève privé, CGH Shorting, lui demande de l'aider à être admis à l'université. Lorsque Symonds refuse, inquiet des conséquences, Shorting envoie une lettre à l'administration du collège l'accusant d'avoir été poussé par son professeur à suivre le chemin tortueux qu'il suivait déjà depuis un certain temps, cultivant des amitiés homosexuelles. Même si Symonds sort indemne de ces accusations, le stress provoqué par cette affaire, combiné aux rumeurs qui suivent, compromettent sa santé. En 1863, il souffre d'une dépression due au stress et pendant trois ans, d'une douloureuse inflammation des yeux qui l'empêche de travailler.
L'un des médecins les plus célèbres de l'époque, le Dr Spencer Wells, chirurgien de la maison royale, associe cette maladie à la répression sexuelle que Symonds s'inflige lui-même  pendant des années, recommandant le mariage comme remède.

### 1863-1869

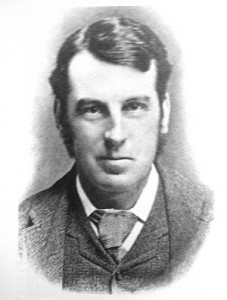
Norman Moor.

Au cours de ces années, John Addington Symonds maintient un équilibre précaire dans ses relations avec les hommes, se forçant à y renoncer.
Au cours de ses voyages en Europe, entrepris pour chercher un remède à sa mauvaise santé, il séjourne en Suisse, où il rencontre Janet Catherine North. Le couple se marie à Hastings (Royaume-Uni) le 10 novembre 1864 et s'installe à Londres. Quatre filles naissent du mariage : Janet en 1865, Charlotte en 1867, Margaret (Madge) en 1869 et Katharine en 1875, qui sera plus tard connue pour ses écrits sous le nom de Dame Katharine Furse. Edward Lear écrit The Owl and the Pussycat pour Janet quand elle a trois ans.
John Addington Symonds a l'intention d'étudier le droit quand sa santé se détériore de nouveau : en 1865, on lui diagnostique la tuberculose et quelques années plus tard, il est frappé d'une nouvelle dépression physique et nerveuse.
En 1868, à Clifton, il rencontre et tombe amoureux de Norman Moor (10 janvier 1851 - 6 mars 1895), un jeune homme sur le point de s'inscrire à Oxford, de dix ans son cadet, qui devient son élève. Symonds et Moor ont une liaison de quatre ans sans relations sexuelles, bien que Symonds écrive dans son journal du 28 janvier 1870 : « je l'ai déshabillé et nourri la vue, le toucher et la bouche de ces choses ». L'épouse de Symonds, lorsqu'elle apprend les préférences sexuelles de son mari, décide, d'un commun accord avec lui, de maintenir un mariage platonique.
Cette relation occupe une bonne partie de son temps, notamment quand il quitte sa famille et voyage en Italie et en Suisse avec Norman Moor. Cette liaison non consommée lui inspire également de nombreux poèmes, publiés en 1880, sous le titre New and Old: A Volume of Verse.

### 1870-1893
Les problèmes résultant de sa mauvaise santé conduisent John Addington Symonds à s'appuyer de plus en plus sur l'écriture comme domaine de travail et comme possibilité de carrière. De retour à Clifton, il y donne des cours, tant à l'université que dans les écoles pour femmes. Dans les années 1870, il commence à réaliser ses œuvres majeures.

#### Studies in the Greek Poets(1872-1876)

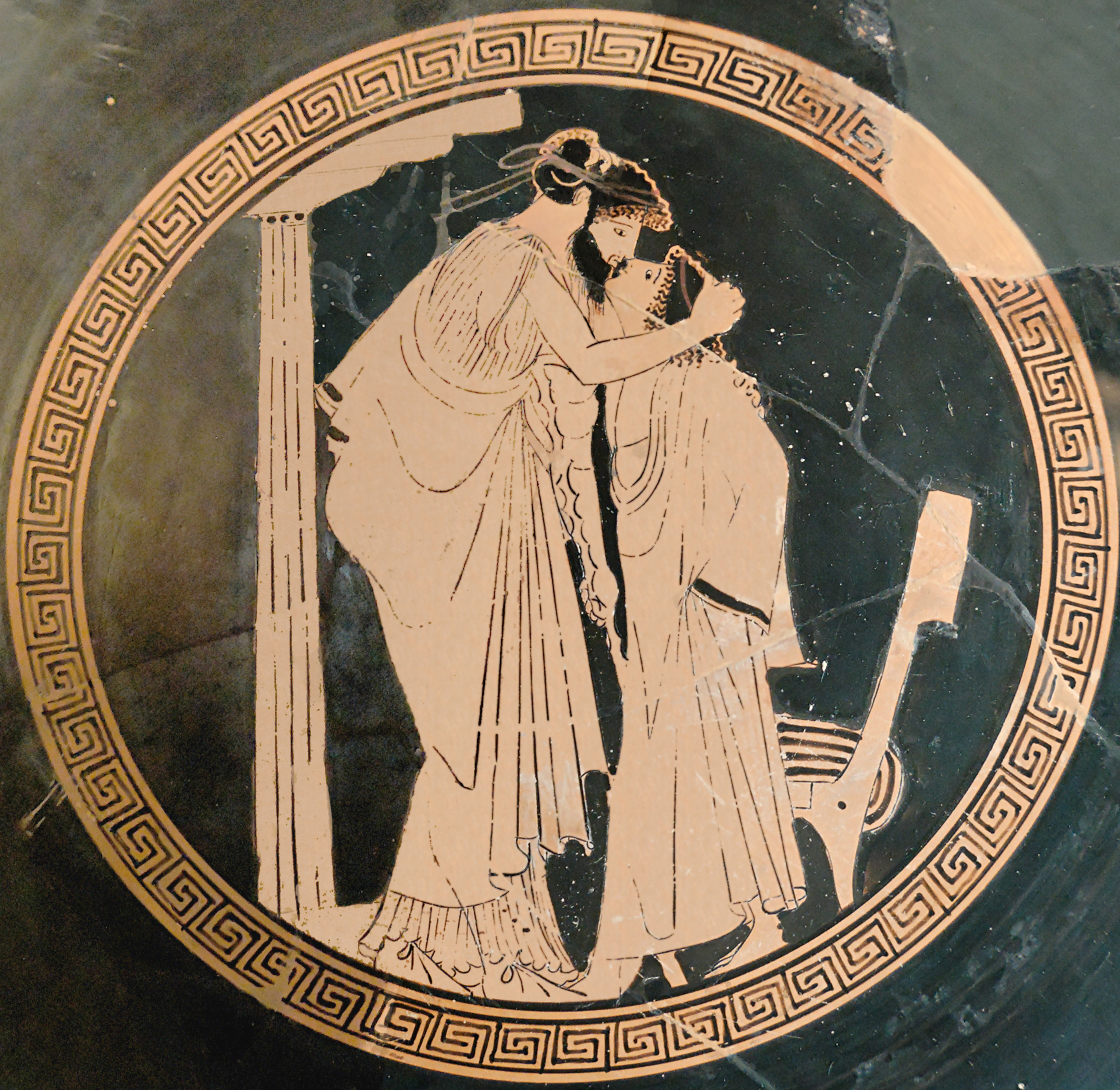
Éraste embrassant son éromène, vers 480 av. J.-C., musée du Louvre.

En 1872, à partir de ses cours, il rédige l'essai Introduction to the Study of Dante (Introduction à l'étude de Dante) et l'année suivante le premier volume des Studies of the Greek Poets (Études sur les poètes grecs), suivi en 1876 du deuxième volume. Dédié à HG Dakyns, traducteur britannique du grec ancien, l'ouvrage, qui le fait connaître dans les débats victoriens sur l'époque hellénistique, est une étude de la culture de la Grèce antique.
Son analyse de la morale grecque l'expose cependant aux critiques du révérend Richard St John Tyrwhitt, recteur de l'église universitaire St Mary the Virgin, qui, dans un article de la Contemporary Review de mars 1877, lance une campagne contre « le charme de la pédagogie platonicienne », qui se voit représenté par Symonds et Benjamin Jowett, théologien et professeur d'études classiques ; les controverses qui surgissent amenèrent Symonds à décider en 1876, de retirer sa nomination à la chaire de poésie d'Oxford,.

#### A Problem in Greek Ethics(1873)
En 1873, John Addington Symonds écrit A Problem in Greek Ethics (Un problème d'éthique grecque), un ouvrage sur ce qui sera plus tard appelé l'« Histoire de l'homosexualité », « peut-être l'éloge funèbre le plus exhaustif de l'amour grec », qui reste inédit pendant une décennie et est imprimé en 1883 en dix exemplaires seulement pour une distribution privée,,. Inspiré par sa relation avec Norman Moor et par la poésie de Walt Whitman, qu'il lit pour la première fois en 1865 et avec qui il correspond de 1871 à 1893,, il constitue le premier traité sur le désir homosexuel masculin, une analyse historiciste de « L'amour grec » sous toutes ses formes, y compris la pédérastie (παιδεραστία), la relation entre un éraste (ἐραστής), ou amant adulte, et un éromène (ἐρώμενος), l'adolescent bien-aimé, défini comme « un phénomène social de l'une des plus périodes brillantes de la culture humaine, dans l'une des races les plus organisées et les plus noblement actives parmi les Grecs anciens »,.
Bien que l'Oxford English Dictionary attribue à l'écrivain neurologue Charles Gilbert Chaddock l'introduction du terme « homosexuel » dans la langue anglaise en 1892, John Addington Symonds utilise déjà le mot dans A Problem in Greek Ethics. Conscient de la nature taboue de son sujet, il fait indirectement référence à la pédérastie comme à « cette coutume inavouable » dans une lettre adressée à un lecteur potentiel du livre, mais définit « l'amour grec » dans l'essai lui-même comme « un amour passionné et un attachement enthousiaste subsistant entre l'homme et la jeunesse, reconnu par la société et protégé par l'opinion, qui, bien que non exempte de sensualité, n'a pas dégénéré en simple libertinage. »,
Avec cet ouvrage et le suivant A Problem in Modern Ethics (1889), Symonds entend développer une analyse comparative entre l'Antiquité et la modernité, diabolisant la condamnation avec laquelle « l'amour grec » est considéré dans la culture et la société britanniques de l'époque.

#### Renaissance in Italy(1875-1886)

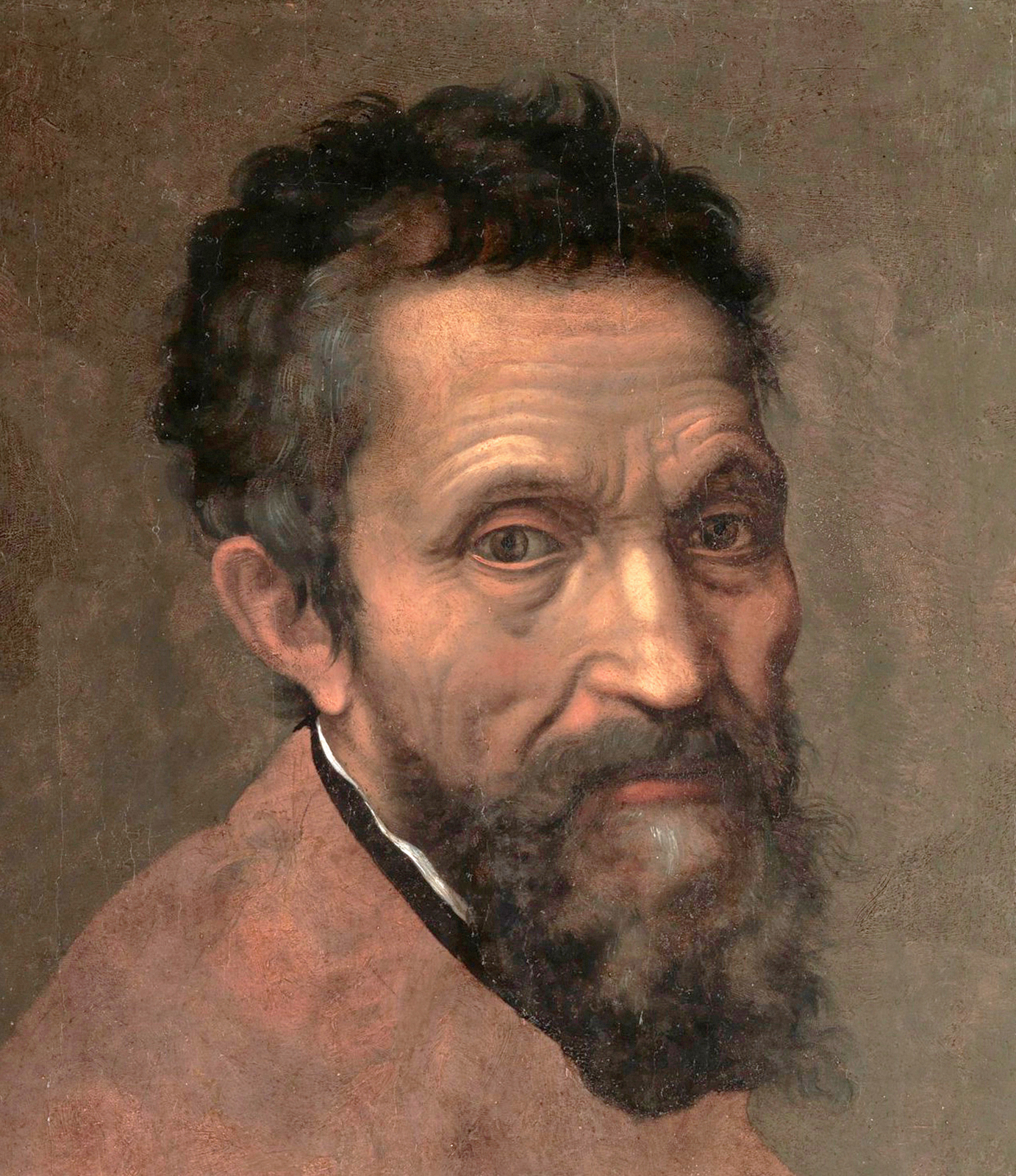
Daniele da Volterra (attribué à), Michel-Ange, vers 1545, Metropolitan Museum of Art.

Depuis son essai primé à Oxford sur la Renaissance, il souhaite approfondir son étude et mettre l'accent sur le réveil de l'art et de la littérature en Europe. Entre 1875 et 1886, il écrit son œuvre majeure, Renaissance in Italy (Renaissance en Italie), en sept volumes (The Age of the Despots, 1875 ; The Revival of Learning, 1877 ; The Fine Arts, 1877 ; Italian Literature, 2 vol., 1881 ; Catholic Reaction, 2 vol., 1886), la première étude approfondie en anglais de cette période, qui a contribué à la diffusion des travaux d'historiens de la culture tels que Jules Michelet et Jacob Burckhardt auprès des lecteurs anglophones. Il s'inspire de l'historien suisse Hegel et de Charles Darwin pour affirmer sa conception du progrès dans l'histoire, par opposition à la conception chrétienne soutenue par John Ruskin. L'un des objectifs de l'ouvrage est de retrouver dans la Renaissance « les racines de la perception moderne selon laquelle la sexualité est en harmonie avec la nature ».

#### Installation en Suisse
En 1877, à l'âge de trente-sept ans, son travail est interrompu par une grave maladie qui met sa vie en danger. Sa convalescence à Davos l'amène à penser que c'est le seul endroit où il peut profiter de la vie. Il décide alors de s'installer en Suisse, où il réside définitivement à partir de 1880, d'abord à l'hôtel Buol, puis dans sa maison nouvellement construite ; il ne retourne en Grande-Bretagne que deux fois, pour de courtes périodes. Après son départ, il entame une nouvelle vie sexuelle, réalisant ses désirs pour d'autres hommes, qu'il s'est auparavant refusé à lui-même.
Il s'installe à Davos et en parle dans Our Life in the Swiss Highlands (Notre vie dans les hautes terres suisses, 1891). Il devient citoyen de la ville, participe aux affaires municipales, se lie d'amitié avec les paysans et partage leurs intérêts. Il y écrit la plupart de ses livres : les biographies de Percy Bysshe Shelley (1878), Philip Sidney (1886), Ben Jonson (1886) et Michel-Ange (1893), plusieurs volumes de poésie et d'essais, et une traduction de l' Autobiographie de Benvenuto Cellini (1887).
Il a une grande passion pour l'Italie et réside pendant de nombreuses années à l'automne dans la maison de son ami Horatio F. Brown sur les quais des Zattere à Venise, lieu de rencontre de la communauté anglophone. En 1883, il loue un appartement avec mezzanine dans la maison de son ami dans lequel il séjourne quelques mois par an ; il y rencontre le gondolier Angelo Fusato, dont il tombe amoureux et qui reste proche de lui toute sa vie ; en 1889, il devient le sujet d'un sonnet amoureux.

#### A Problem in Modern Ethics(1889)
En 1889, il écrit A Problem in Modern Ethics, imprimé en 1891, la première étude psychosociologique de l'homosexualité en langue anglaise, une critique des tendances du XIXe siècle à « pathologiser la sexualité » à travers de nouvelles interprétations scientifiques.

#### Sexual Inversion(1892)

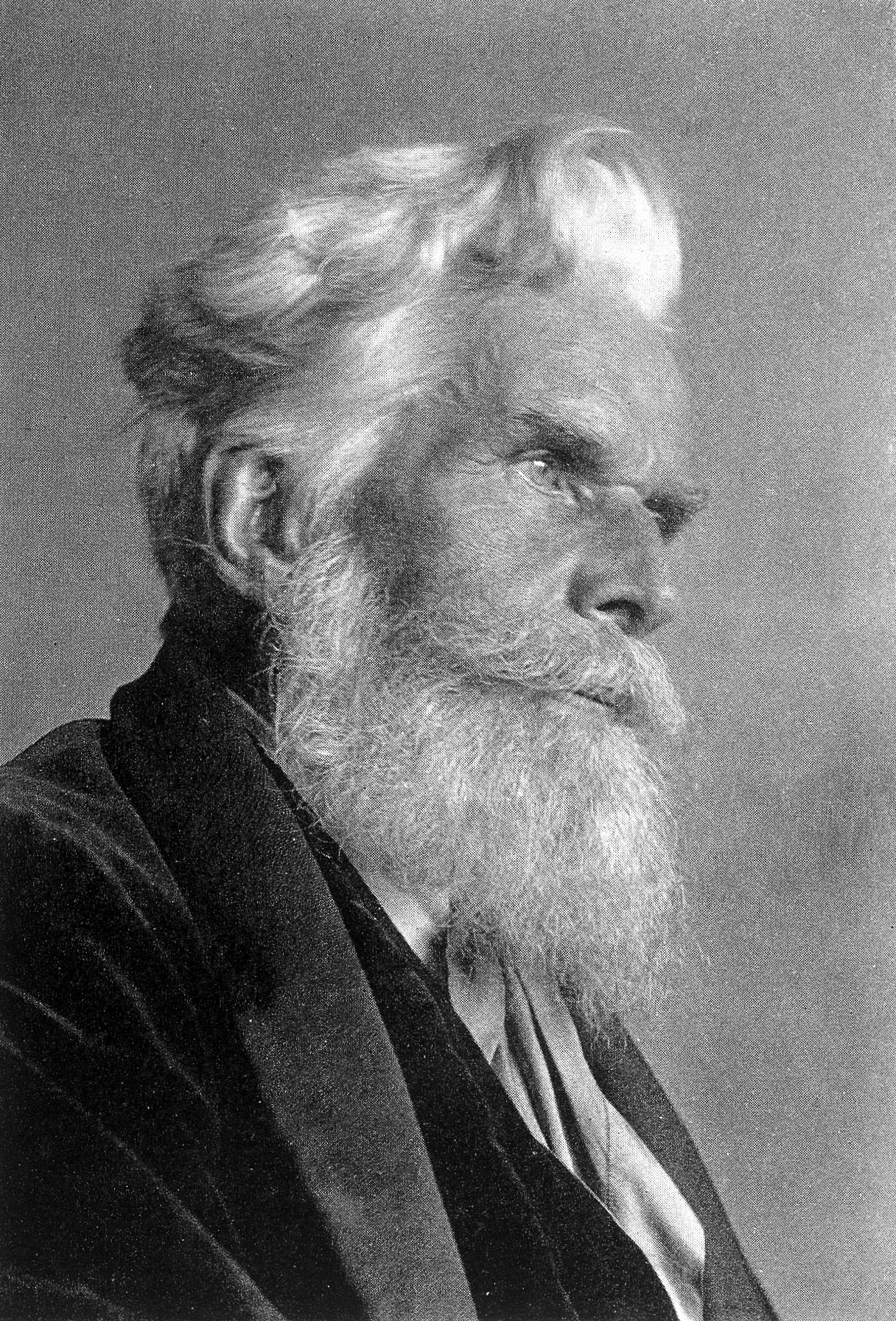
Portrait de Havelock Ellis.

En 1892, John Addington Symonds propose au psychologue et écrivain Havelock Ellis de publier son travail sur « l'inversion sexuelle », Sexual Inversion, un sujet, selon lui, traité de manière incorrecte et approximative par « les pathologistes et les professeurs de psychiatrie », qui ignorent sa véritable nature. Considérée comme la première étude médicale sur l'homosexualité, elle se distingue de ses prédécesseurs car elle rassemble « les motivations politiques des militants des droits homosexuels (tels que Edward Carpenter, Karl Heinrich Ulrichs et Symonds) avec une évaluation détaillée de la sexologie européenne et américaine, créant ainsi une nouvelle stratégie dans l'écriture sexologique ».
Sexual Inversion sera publié à titre posthume à Londres par Ellis en 1897, avec en annexe A problem in Greek ethics ; parmi les cas cliniques recueillis, le cas XVIII concerne Symonds lui-même,. Les exemplaires imprimés auraient cependant été retirés de la circulation, achetés par l'exécuteur testamentaire de Symonds, Horatio Brown, qui souhaite éviter un scandale ; il interdit également interdit à Ellis de nommer Symonds comme co-auteur d'une partie de l'ouvrage qu'il publie, Studies in the Psychology of Sex. vol. I. Sexual Inversion.

#### Mort
John Addington Symonds est  actif tout au long de sa vie. Compte tenu de sa mauvaise santé, sa productivité est remarquable. Ses dernières œuvres achevées avant sa mort, au cours d'une phase de travail fébrile, sont un recueil d'écrits et de poèmes, In the Key of Blue (1893), et une monographie sur Walt Whitman.
En 1891, il rend  visite à Karl Heinrich Ulrichs à L'Aquila. En avril 1893, après avoir assisté à quelques conférences à Rome, il tombe malade de la grippe et meurt le 19 avril d'une pneumonie dans sa chambre d'hôtel, en présence du gondolier vénitien Angelo Fusato. Il est enterré près de la tombe de Percy Bysshe Shelley au cimetière anglais de Rome du Testaccio,.

## Style

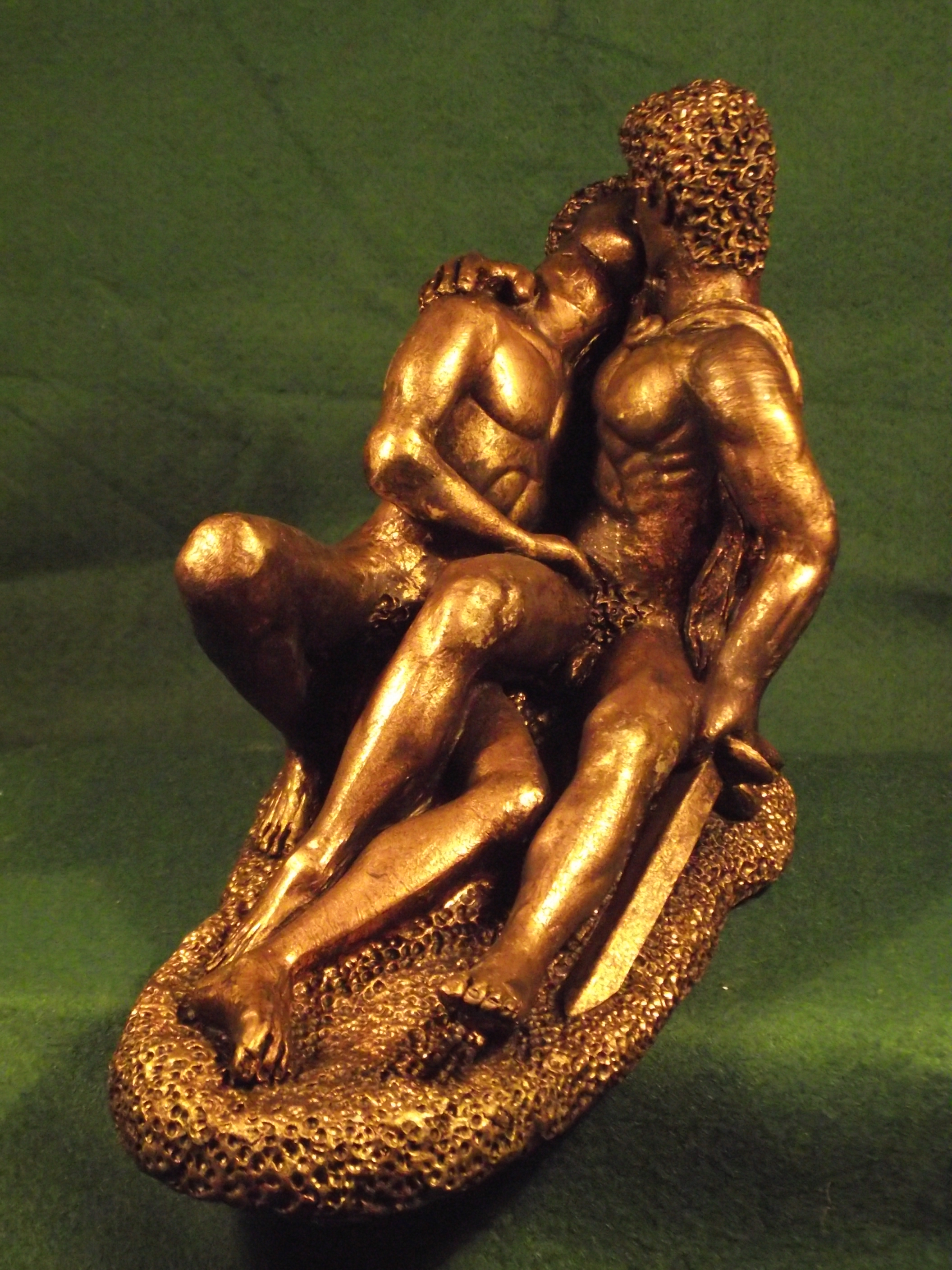
Malcolm Lidbury, Euryale et Nisus, Cornwall LGBT History Project 2016.

John Addington Symonds était morbidement introspectif, mais avec une capacité d'action. Dans Talks and Talkers, l'écrivain contemporain Robert Louis Stevenson le décrit (sous le nom d'« Opalstein » dans son essai) comme « le meilleur des causeurs, chantant les louanges de la terre et des arts, des fleurs et des bijoux, du vin et de la musique, dans un clair de lune, manière de sérénade, comme pour la guitare légère ». Sous sa bonne camaraderie, il est d'humeur dépressive.
Cette facette de sa nature se révèle dans sa poésie gnomatique, et notamment dans les sonnets de son Animi Figura (1882). Il incarne son propre personnage avec beaucoup de subtilité. Sa poésie est peut-être plutôt celle de l'étudiant que celle du chanteur inspiré, mais elle comporte des moments de réflexion et d'émotion profondes.
C’est en effet dans les passages et extraits qu'il apparaît à son meilleur. Riche en descriptions, pleine de « poésie fleurie », son œuvre manque de l'harmonie et de l'unité indispensables à la conduite du raisonnement philosophique. Ses traductions sont parmi les plus belles.

## Memoirs
John Addington Symonds laisse ses documents et son autobiographie entre les mains de Horatio F. Brown. En 1895, à la demande de son épouse Catherine, ce dernier, qui est son exécuteur testamentaire, publie sa première biographie, basée sur des lettres et des extraits de ses Memoirs, brièvement annotés, dont sont omises les parties concernant « les révélations les plus intimes de lui-même », Edmund Gosse la dépouillant de son contenu homoérotique avant sa publication. En 1926, après être entré en possession des papiers de Symonds, Gosse brûle tout, sauf les Memoirs, au grand désarroi de sa petite-fille.
inspiré par les Mémoires inutiles du comte Carlo Gozzi qu'il traduit en 1890, Symonds commence son autobiographie en 1889 et la poursuivit jusqu'à sa mort en 1893, laissant des instructions à son exécuteur testamentaire, Horatio Brown, pour « la sauver de la destruction après ma mort », tout en réservant sa publication pour une période où elle ne nuira pas à ma famille. L'auteur est conscient que tout éditeur qui oserait la publier s'exposerait à des poursuites en vertu de la Loi sur les publications obscènes de 1857, qui a fait de la vente de lecture indécente un délit pénal. De plus, les personnes citées dans son livre pourraient être poursuivies pour homosexualité, selon les dispositions du Criminal Law Amendment Act (1885), utilisé pour inculper et emprisonner Oscar Wilde.
En 1926, à la mort d'Horatio Brown, le manuscrit est remis par le poète et érudit britannique Edmund Gosse à la British Library, dont il est membre, avec l'ordre de ne pas le publier pendant cinquante ans. L’embargo n’est levé qu’en 1976, comme demandé par Horatio Brown.

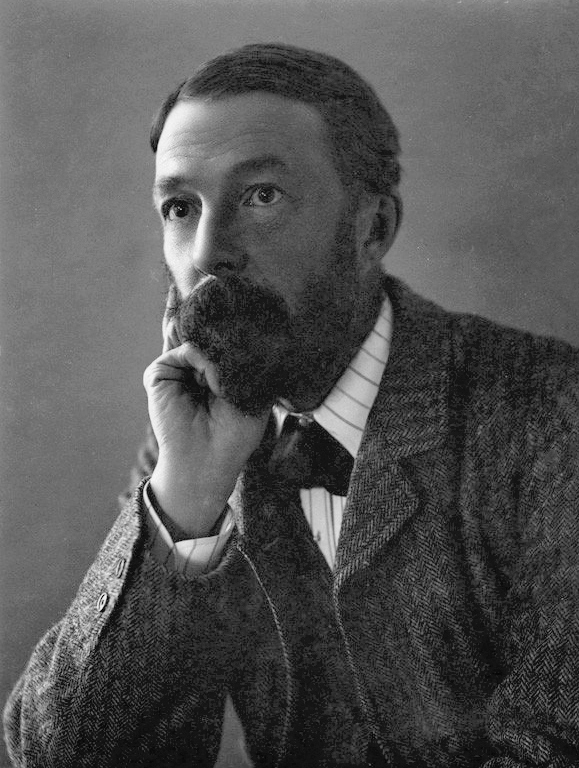
John Addington Symonds par Eveleen Myers dans les années 1880.

Publié pour la première fois en 1984 par Phyllis Grosskurth, il est constitué néanmoins des deux tiers de l'ouvrage original, raccourci d'environ 50 000 mots, concernant en grande partie des poèmes homoérotiques, des journaux intimes et des lettres adressées à de jeunes garçons comme Alfred Brooke, ou des écrits sur Christian Buol.
Le texte intégral, publié en 2016, reste cependant un texte incomplet, sur lequel l'auteur travaillait encore et où il manquait des documents qu'il aurait dû, de son propre aveu, joindre. En tant qu'autobiographie de la lutte personnelle et intellectuelle de Symonds contre son désir d'autres hommes, il est considéré par les chercheurs comme un témoignage important « du développement des concepts d'homosexualité à la fin du siècle et dans la vie littéraire du XIXe siècle ».
L'ouvrage ne doit pas être considéré comme un recueil d'événements et de souvenirs, mais comme une étude psychologique à laquelle l'auteur lui-même s'est soumis : dans une lettre à son ami Graham Dakyns en mars 1889, Symonds avoue qu'il se préparait à l'écrire avec le intention de « fournir des données véridiques sur l'histoire psychique d'un individu », se présentant comme une étude de cas : « Je n'ai rien à raconter d'autre que l'évolution d'un personnage étrangement constitué dans ses qualités morales et esthétiques. cette évolution, écrite avec la franchise et la précision dont je me sens capable, serait certainement intéressante pour les psychologues et non sans utilité ».
Les Memoirs suivent un ordre chronologique, divisé en dix-huit chapitres dont les titres résument une période, indiquent un personnage (Norman, Alfred Brooke, Angelo Fusato), ou des phases marquantes de sa vie, depuis l'enfance et la période passée à Clifton Hill House, jusqu'à ses premiers fantasmes sexuels au cours de sa vie universitaire et la tentative de les surmonter par le mariage, sa carrière d'érudit, ses amours et ses voyages à Venise. Ils contiennent également des chapitres thématiques sur la sexualité, le développement émotionnel et intellectuel et le rapport à la religion.
John Addington Symonds est considéré comme l'écrivain de l'époque qui a légué à la postérité le « récit de l'expérience d'un homme homosexuel vivant soumis aux contraintes morales et juridiques de la société du XIXe siècle », l'existence d'un écrivain qui, sans nier sa propre sexualité, estime néanmoins devoir respecter les contraintes imposées à sa famille : sur son lit de mort, il écrit une lettre à sa femme dans laquelle, l'informant qu'il avait nommé HF Brown comme dépositaire de ses œuvres, il lui donne le droit de remettre les journaux et les documents conservés dans sa bibliothèque, si elle le juge approprié, ajoutant : « Je fais cela parce que j'ai écrit des choses que vous ne voudriez pas lire, mais que j'ai toujours considérées comme justifiées et utiles à la société. Brown consultera et ne publierai rien sans votre consentement. »,
John Addington Symonds a cherché à comprendre ses propres préférences sexuelles et à rendre le désir homosexuel socialement légitime en explorant et en étudiant les classiques, l'art, la culture de la Renaissance, l'histoire ancienne et la sexologie moderne. Même sous la menace de sanctions pénales et de préjugés médicaux et sociaux, il entend promouvoir le changement, en affrontant également ses contradictions, par l'acte de révélation et d'auto-analyse, en révélant ouvertement sa sexualité, convaincu que le désir sexuel est l'un des aspects de la vie. Sa décision de ne pas détruire son « autoportrait » en serait une démonstration.

## Écrits homosexuels

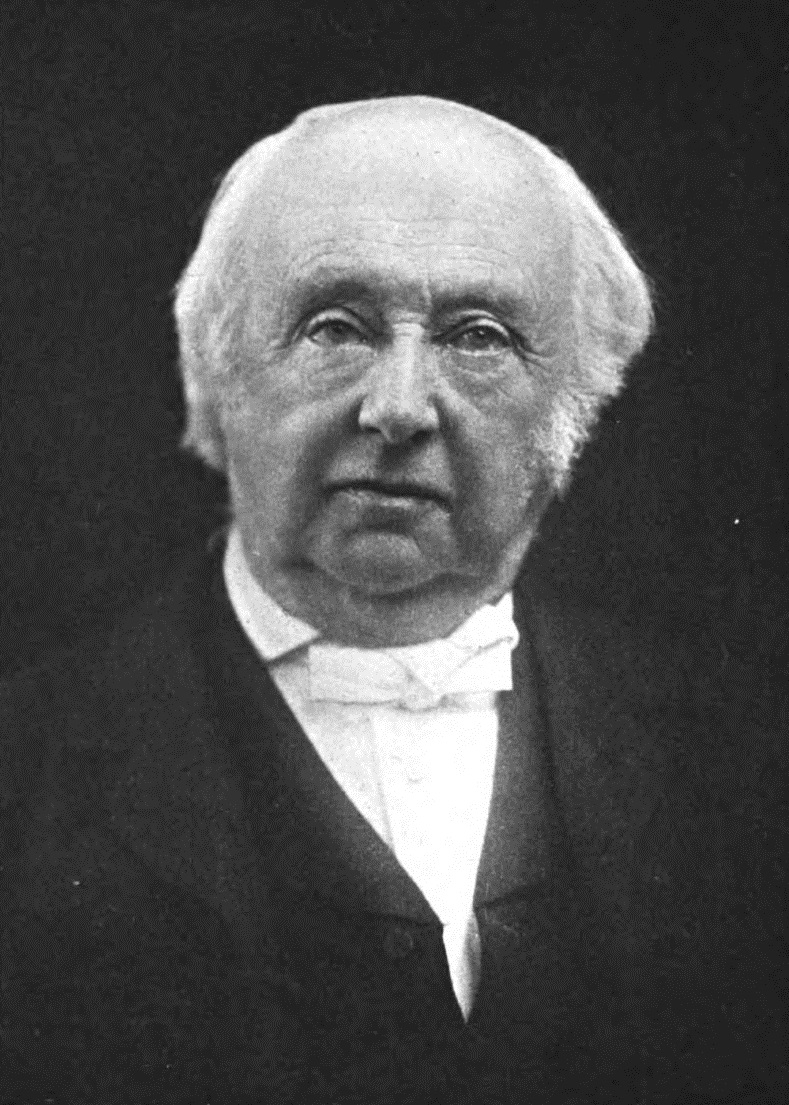
Benjamin Jowetts.

John Addington Symonds a étudié les classiques auprès  de Benjamin Jowett au Balliol College d'Oxford, et a ensuite travaillé avec Jowett sur une traduction anglaise du Symposium de Platon. Benjamin Jowett critique ses opinions sur la sexualité, mais lorsqu'il est faussement accusé de corrompre les enfants de chœur, il le soutient, malgré ses propres vues équivoques sur la relation de l'hellénisme avec les problèmes juridiques et sociaux contemporains qui affectent les homosexuels.
John Addington Symonds a également traduit de la poésie classique sur des thèmes homoérotiques et a écrit des poèmes s'appuyant sur l'imaginaire et la langue grecques anciennes comme Eudiades, qui a été désigné comme « le plus célèbre de ses poèmes homoérotiques ». Alors que les tabous de l'époque victorienne l'empêchent de parler ouvertement de l'homosexualité, ses œuvres publiées auprès du grand public contiennent de fortes connotations et certaines les premières références directes à l'amour sexuel entre hommes dans la littérature anglaise. De fait, il est rattaché au courant des Uraniens. Par exemple, dans La Rencontre de David et Jonathan (1878), il décrit un baiser entre les deux hommes, où Jonathan prend David « Dans ses bras de force / [et] dans ce baiser / L'âme dans l'âme s'est tricotée et le bonheur s'est tissé ». La même année, ses traductions des sonnets de Michel-Ange à Tommaso dei Cavalieri, le bien-aimé du peintre, rétablissent les pronoms masculins rendus féminins par les éditeurs précédents. En novembre 2016, son poème homoérotique, The Song of the Swimmer, écrit en 1867, est publié pour la première fois dans The Times Literary Supplement.
À la fin de sa vie, sa bisexualité est devenue un secret de Polichinelle dans certains cercles littéraires et culturels. Ses mémoires privées, écrites (mais jamais achevées) sur une période de quatre ans, de 1889 à 1893, constituent la première autobiographie gay consciente connue.
Il collabora au magazine The Artist entre 1888 et 1894, sous la direction de Charles Kains Jackson (en),.
Plus d'un siècle après sa mort, en 2007, son premier ouvrage sur l'homosexualité, Soldier Love and Related Matter, est finalement publié par Andrew Dakyns (petit-fils de l'associé de Symonds, Henry Graham Dakyns), à Eastbourne. Soldier Love, ou Soldatenliebe, était limité à une édition allemande. Le texte anglais de Symonds est perdu. Cette traduction et édition par Dakyns est la seule version jamais parue dans la langue de l'auteur.
Sa fille Madge Vaughan est probablement le premier amour pour une personne du même sexe de l'écrivain Virginia Woolf [réf. nécessaire] bien qu'il n'y ait aucune preuve que le sentiment était réciproque. Virginia Woolf était la cousine de son mari William Wyamar Vaughan. Une autre de ses filles, Charlotte Symonds, épousa l'érudit et banquier Walter Leaf. Henry James a utilisé certains détails de la vie de Symonds, en particulier la relation entre lui et sa femme, comme point de départ de la nouvelle L'Auteur de « Beltraffio » (1884).

## Postérité
John Addington Symonds est l'un des protagonistes du roman de Tom Crewe, La vie nouvelle (2023).

## Œuvres
- The Renaissance. An Essay (1863)
- Miscellanies by John Addington Symonds, M.D.,: Selected and Edited with an Introductory Memoir, by His Son (1871)
- Introduction to the Study of Dante (1872); 2002 reprint of 1899 4th edition (ISBN 0-89875-964-1, lire en ligne)
- Studies of the Greek Poets, 2 vol. (1873, 1876)
- Renaissance in Italy, 7 vol. (1875–86)
- Shelley (1878)
- Sketches in Italy and Greece (London, Smith and Elder 1879)
- Sketches and Studies in Italy (London, Smith and Elder 1879)
- Animi Figura (1882)
- Sketches in Italy (Sélections préparées par Symonds, arrangées de manière à « s’adapter à l’usage des voyageurs plutôt qu’à celui des étudiants » ; Leipzig, Bernhard Tauchnitz, 1883)
- A Problem in Greek Ethics (1883)
- Shakespere's Predecessors in the English Drama[76] (1884)[77]
- New Italian Sketches (Bernard Tauchnitz, Leipzig, 1884)
- Wine, Women, and Song. Medieval Latin Students' Songs (1884) Traductions et paraphrases en anglais[78]
- Autobiography of Benvenuto Cellini (1887) Traduction en anglais[79]
- A Problem in Modern Ethics (1891)
- Our Life in the Swiss Highlands[80] (1892) (avec sa fille Margaret Symonds comme co-auteur)[81].
- Essays: Speculative and Suggestive (1893)
- In the Key of Blue (1893)
- The Life of Michelangelo Buonarroti (1893)
- Walt Whitman. A Study (1893)